# Štěpán Bočkaj
Štěpán Bočkaj (maďarsky Bocskai István případně ve staré maďarštině Bocskay) (1. ledna 1557 Kluž – 29. prosince 1606 Košice) byl příslušník bohaté sedmihradské magnátské rodiny, vůdce jednoho z uherských protihabsburských stavovských povstání, sedmihradský kníže a uherský protikrál.

## Životopis
Narodil se v roce 1557 v Kluži (rumunsky Cluj) ve vězení, kam uvrhnul jeho otce Juraje (Györgyho) a matku (Krisztinu Sulyok) sedmihradský vojvoda Jan Zikmund Zápolský za to, že prosazoval zájmy Habsburků v Sedmihradsku. Štěpán byl poté vychován na císařském dvoře ve Vídni a později v Praze.
Jeho bratranec Zikmund Báthory jmenoval Bočkaje za varadinského hlavního kapitána (1592–1598), čímž se stal jedním z nejvýznamnějších sedmihradských politiků.
V roce 1598 se Zikmund Báthory zřekl trůnu a zemi navzdory protestu velké části sedmihradské šlechty přenechal Habsburkům včetně bočkajovských statků.
Při taktizování Báthoryovců mezi Habsburky a Turky, na kterém se Bočkaj osobně podílel, se nakonec dostal do politické izolace. V roce 1603 odešel do Prahy, aby se osobně omluvil císaři Rudolfovi, ten ho však uvrhnul do „ctihodného vězení“. Po návratu se stáhl na své bihorské statky.

## Bočkajovo povstání
V roce 1604 Štěpán Bočkaj zahájil na území Slovenska rozsáhlé povstání proti Habsburkům, které v konečném důsledku umožnilo Turkům znovu dobýt některá z území (Pešť, Ostřihom), která těsně předtím ztratili. Jedním z důvodů povstání bylo zvýšení daní a konfiskace majetku protestantů Habsburky v Uhrách. Konfiskace se týkaly zejména Štěpána Illesházyho na Slovensku, který v roce 1603 uprchnul do Polska a později pomáhal Bočkajovi. Druhým bezprostředním důvodem byly akce proti protestantům ve slovenských svobodných královských městech – například v Košicích jim sebrali katedrálu a věnovali ji katolíkům a císař Rudolf II. na sněmu v Bratislavě obnovil staré zákony proti protestantům. Třetí důvod byl v Sedmihradsku. Tento stát tradičně inklinující víc k Turkům než k Habsburkům se v letech 1597–1598 a 1602–1604 stal součástí Uher (tedy habsburského území) a u místních šlechticů kvůli tomu docházelo ke vzpourám. Generálové císařských vojsk Giorgio Basta a hrabě Jan Jakub Barbiano Belgiojoso d´Este proto pustošili Sedmihradsko v letech 1602 až 1604. Jedna skupina vzbouřenců pod vedením M. Sékelyho utekla před habsburskými vojsky na turecké území a v roce 1604 přesvědčila magnáta Štěpána Bočkaje, bývalého spojence Habsburků, aby jim pomohl proti nim.

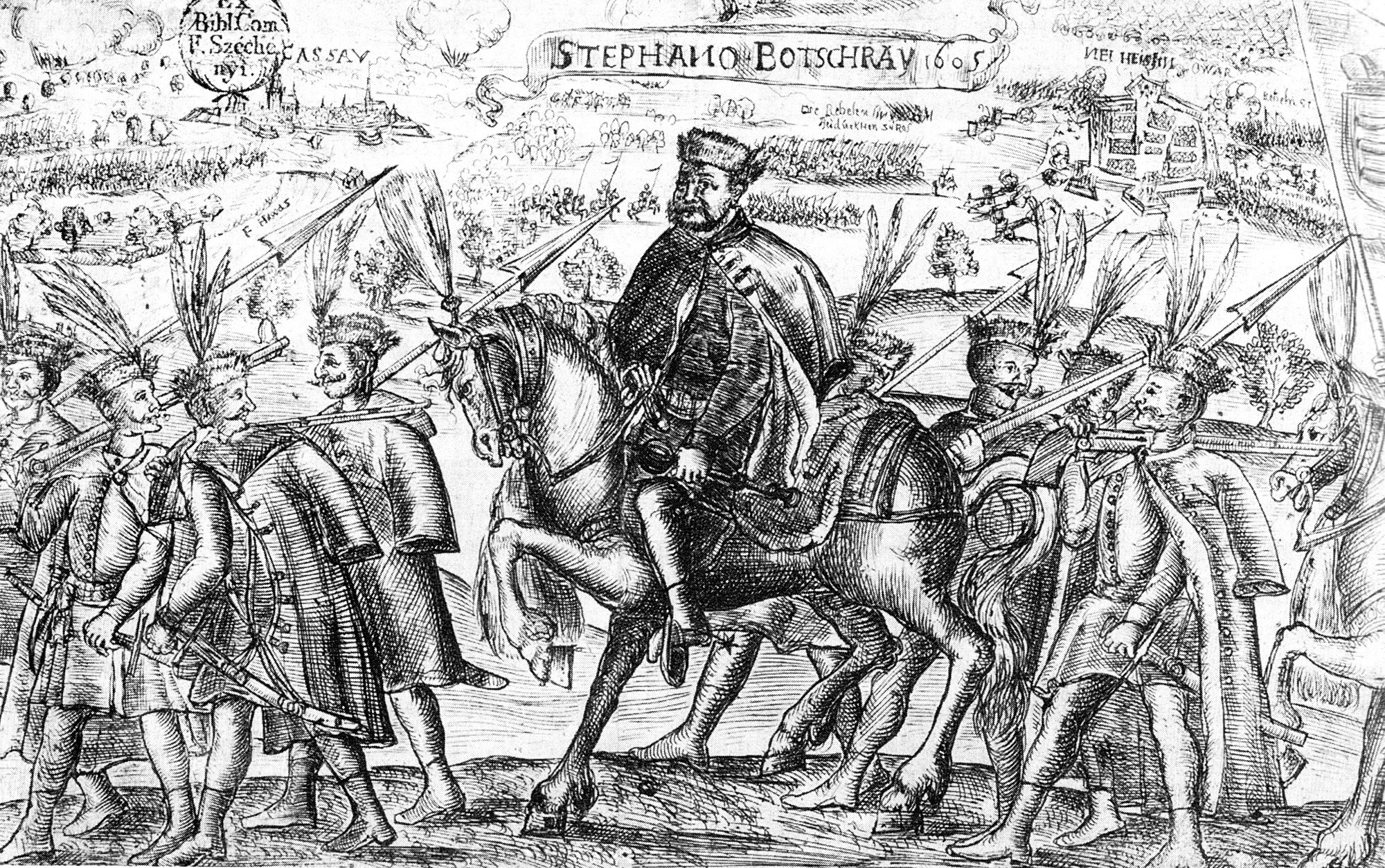
Štěpán Bočkaj a jeho hajduci

V září 1604 se velitel habsburských vojsk v Sedmihradsku tajně dozvěděl, že Bočkaj se má stát vůdcem vzpoury, a přikázal košickému kapitánovi Belgiosovi, aby zkonfiskoval bočkajovské majetky na východním Slovensku. Nato Bočkaj v říjnu 1604 započal s tažením na východní Slovensko proti Habsburkům a porazil Belgiosa, který nato utekl na severní Slovensko.
Bočkaj obsadil Košice a poté celé východní Slovensko a z Košic udělal své hlavní sídlo. Část Bočkajových vojsk porazil v Ožďanech v listopadu Giorgio Basta, který však nedobyl Košice a na zimu se musel stáhnout. 20. listopadu Bočkaj uzavřel spojenectví s Turky, kteří ho uznali za sedmihradského knížete a uherského krále. V prosinci 1604 Bočkaj s podporou Turků a slovenských šlechticů dobyl města na jihu středního Slovenska (Fiľakovo, Krupina, Ďarmoty).
Po zimě, v dubnu až říjnu 1605, dobyl Bočkaj skoro celé Slovensko, kromě hlavního města Uherska Bratislavy, a v květnu a červnu podnikal výpady do Rakouska a na Moravu. Na západě ho zastavily moravské stavy a habsburská vojska. Už v listopadu 1605 však začali šlechtici, kteří se zúčastnili povstání, vést s Habsburky jednání o míru. To pramenilo z obav, že by si Turci jako Bočkajovi spojenci mohli ponechat dobytá města a pevnosti. Bočkaj s jednáním souhlasil z obavy, aby mír nebyl uzavřen bez něho.
V únoru 1606 bylo uzavřeno příměří a 23. června 1606 byl nakonec podepsán Vídeňský mír, podle kterého Bočkaj získal Sedmihradský trůn a tří uherské stolice na hranicích se Sedmihradskem (které se měly vrátit po jeho smrti). Uherští šlechtici získali zpět svá předcházející politická a náboženská privilegia. Mír však měl nabýt účinnost až poté, kdy dojde k uzavření míru mezi Habsburky a Turky. Císař Rudolf II. však s Vídeňským mírem nesouhlasil.
V listopadu 1606 byl nakonec u Hurbanova uzavřen dvacetiletý mír mezi arcivévodou Matyášem Habsburským, Turky a Štěpánem Bočkajem, který tak ukončil patnáctiletou válku, jakož i Bočkajovo povstání. Byla zrušena nařízení, která vydal Rudolf II. proti nekatolíkům, Bočkaj byl uznán za sedmihradského knížete, nejjižnější Slovensko se znovu stalo součástí habsburského území a Habsburkové zaplatili Turkům jednorázovou sumu 20 000 tolarů. Samotný císař Rudolf II. s mírem opět nesouhlasil, čehož nakonec roku 1608 využil arcivévoda Matyáš, aby ho sesadil z rakouského a uherského (ne však českého) trůnu a stal se novým králem a později císařem.

## Bočkajova smrt
Bočkaj zemřel zanedlouho poté v Košicích. Hajduci byli přesvědčení, že byl otráven svým kancléřem Michalem Káthayem, proto ho poté nechali zabít. Nástupcem Štěpána Bočkaje na sedmihradském trůně se stal 1. února 1607 Zikmund I. Rákóczi.

## Galerie

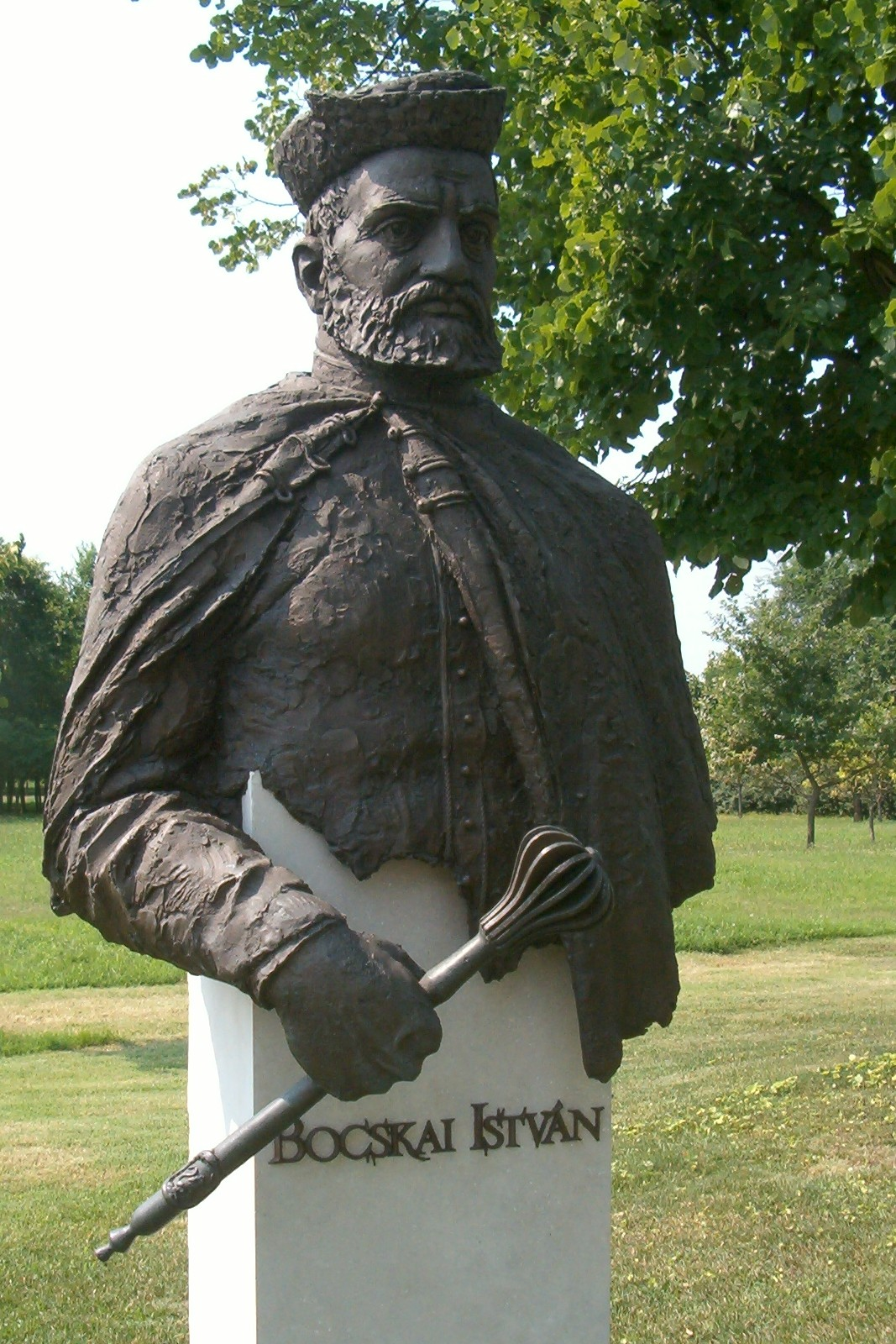
Bočkajova busta
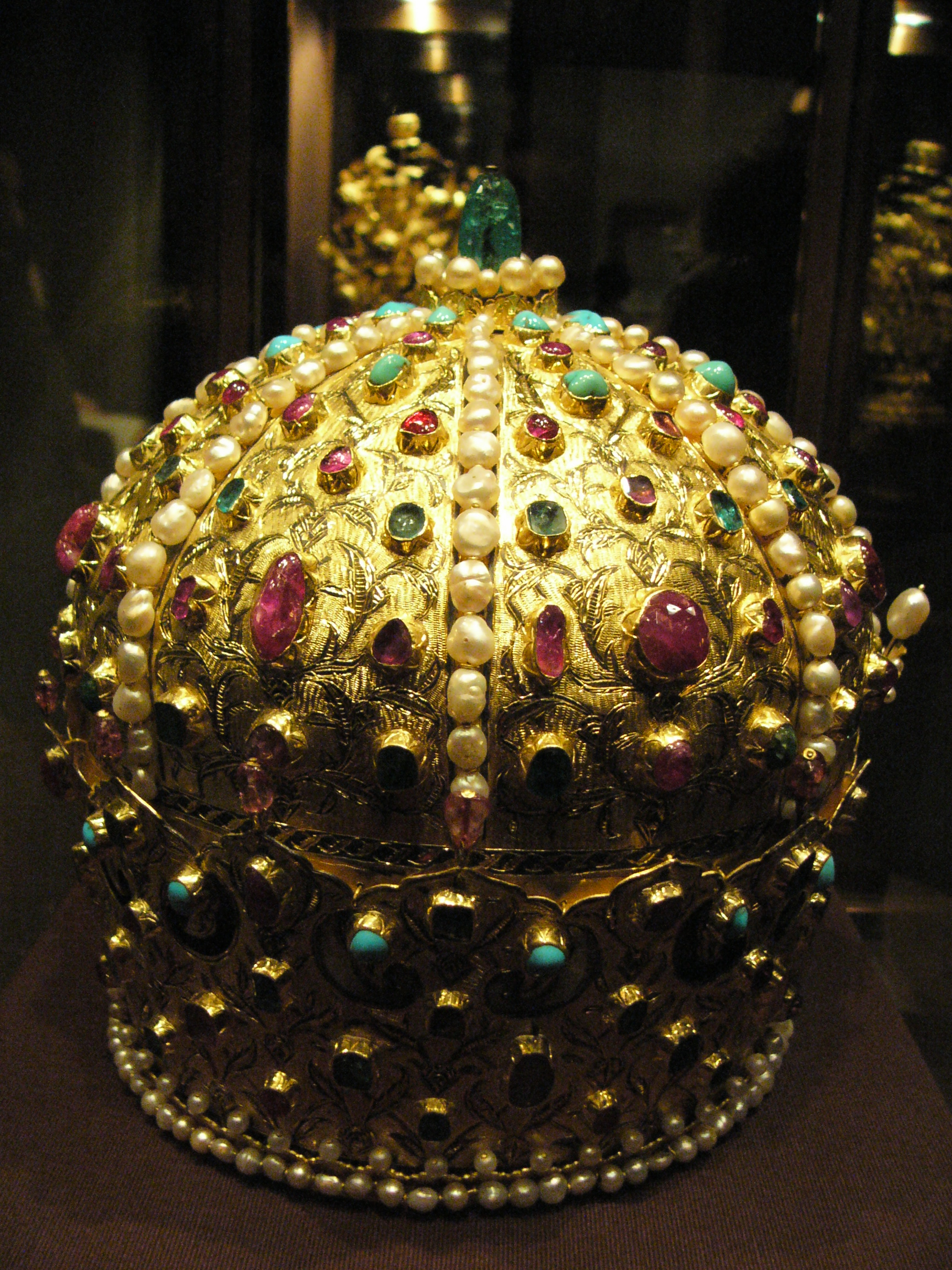
Bočkajova koruna
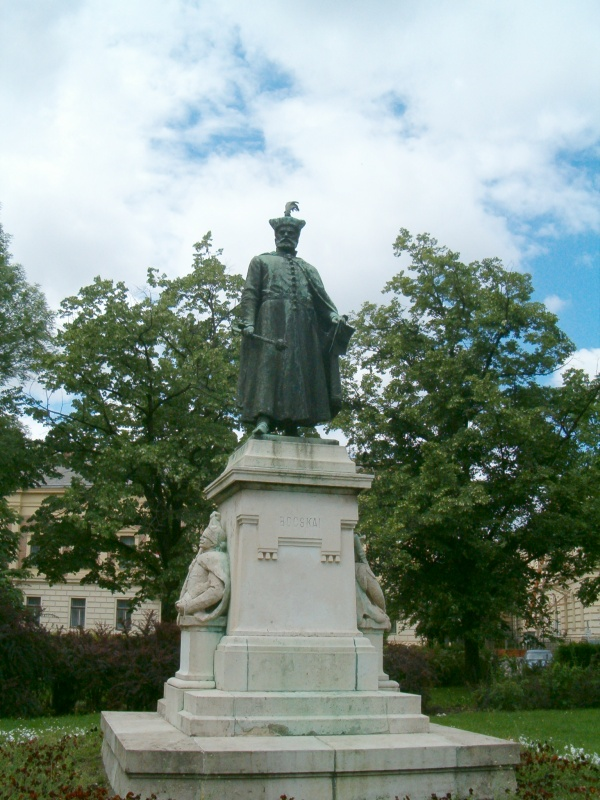
Socha Štěpána Bočkaje v Debrecínu
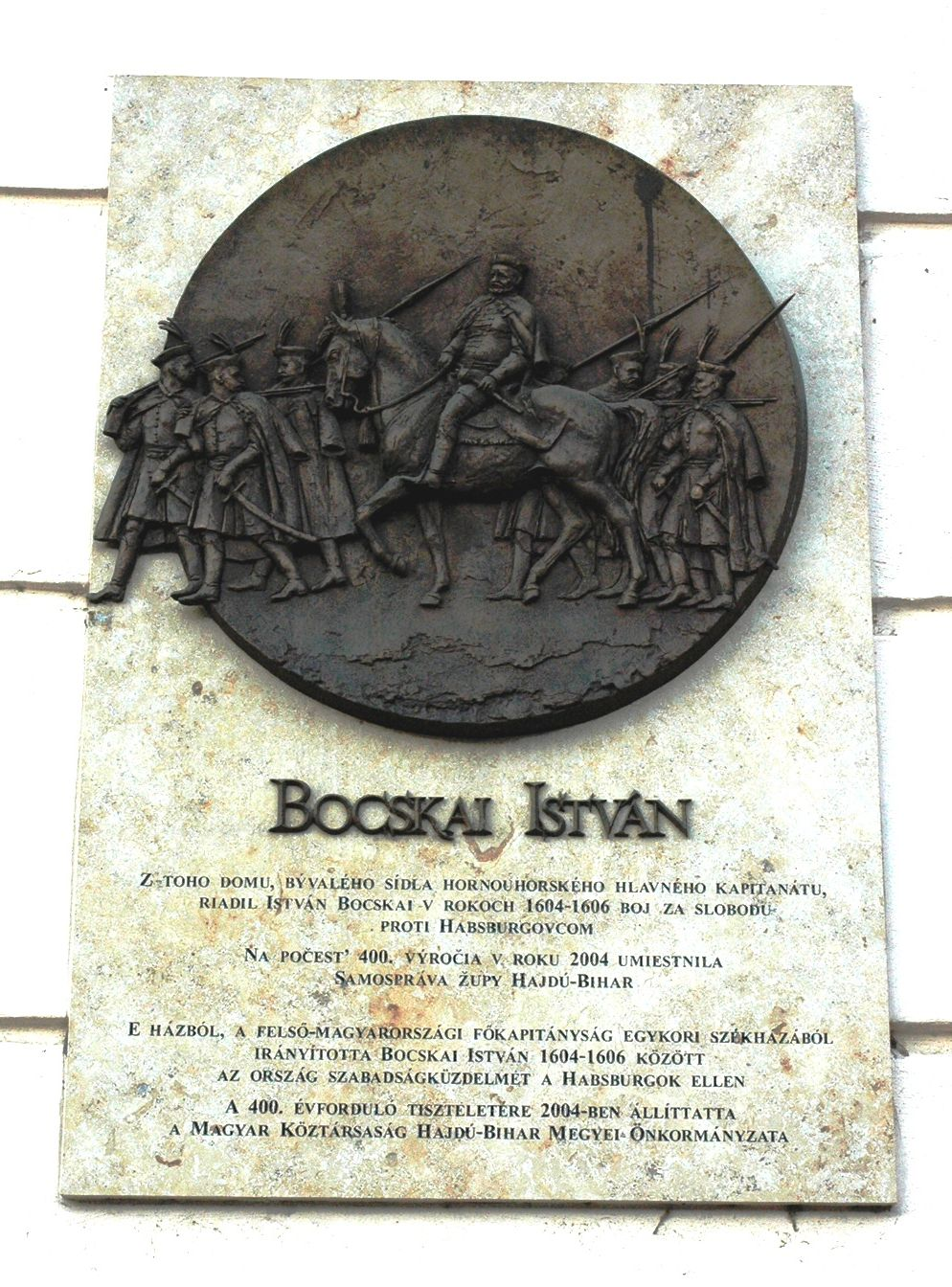
Pamětní tabule na domě v Košicích, odkud řídil své povstání v letech 1604-1606